# زیردریایی کلاس تامبور
زیردریایی کلاس تامبور (به انگلیسی: Tambor-class submarine) یک کلاس از زیردریایی است که طول آن ۳۰۷ فوت ۲ اینچ (۹۳٫۶۲ متر) می‌باشد.